# 1966-os Giro d’Italia
Az 1966-os Giro d’Italia volt a Giro d’Italia 49. kiírása. A verseny 1966. május 18-ától június 8-áig tartott. A versenyt az olasz Gianni Motta nyerte.

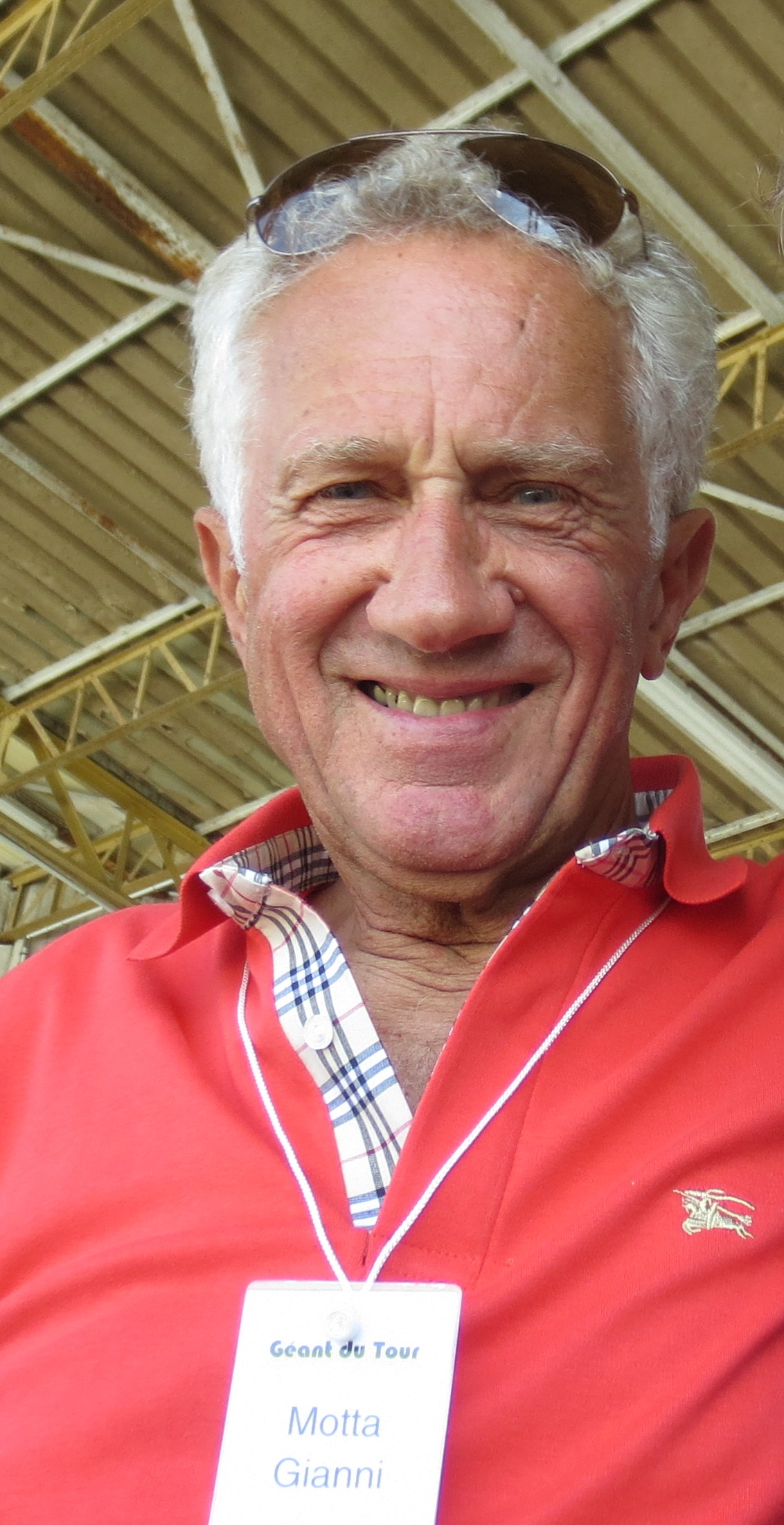
Gianni Motta 2013-ban

## A végeredmény
|    | Versenyző        | Ország        | Idő       |
| -- | ---------------- | ------------- | --------- |
| 1  | Gianni Motta     | Olaszország   | 111:10:48 |
| 2  | Italo Zilioli    | Olaszország   | + 3:57    |
| 3  | Jacques Anquetil | Franciaország | + 4:40    |
| 4  | Julio Jiménez    | Spanyolország | + 5:44    |
| 5  | Felice Gimondi   | Olaszország   | + 6:47    |
| 6  | Franco Balmamion | Olaszország   | + 7:27    |
| 7  | Vittorio Adorni  | Olaszország   | + 8:00    |
| 8  | Franco Bitossi   | Olaszország   | + 9:24    |
| 9  | Vito Taccone     | Olaszország   | + 11:42   |
| 10 | Rolf Maurer      | Svájc         | + 20:28   |

## A rózsaszín trikó birtokosai
| Versenyző       | Ország        | Szakaszok    |
| --------------- | ------------- | ------------ |
| Vito Taccone    | Olaszország   | 1            |
| Julio Jiménez   | Spanyolország | 2-12         |
| Vittorio Adorni | Olaszország   | 13-14        |
| Gianni Motta    | Olaszország   | 15-legvégéig |

## Szakaszok
| Szakasz | Tól              | Ig               | Hossz | Szakasz győztese                  | Az összetettben élen álló   |
| 1ª      | Monte Carlo      | Diano Marina     | 149   | Vito Taccone Olaszország          | Vito Taccone Olaszország    |
| 2ª      | Imperia          | Monesi           | 60    | Julio Jiménez Spanyolország       | Julio Jiménez Spanyolország |
| 3ª      | Diano Marina     | Genova           | 120   | Severino Andreoli Olaszország     | Julio Jiménez Spanyolország |
| 4ª      | Genova           | Viareggio        | 241   | Giovanni Knapp Olaszország        | Julio Jiménez Spanyolország |
| 5ª      | Viareggio        | Chianciano Terme | 222   | Mino Bariviera Olaszország        | Julio Jiménez Spanyolország |
| 6ª      | Chianciano Terme | Róma             | 226   | Raffaele Marcoli Olaszország      | Julio Jiménez Spanyolország |
| 7ª      | Róma             | Rocca di Cambio  | 158   | Rudi Altig NSZK                   | Julio Jiménez Spanyolország |
| 8ª      | Rocca di Cambio  | Nápoly           | 238   | Marino Basso Olaszország          | Julio Jiménez Spanyolország |
| 9ª      | Nápoly           | Campobasso       | 210   | Vincent Denson Egyesült Királyság | Julio Jiménez Spanyolország |
| 10ª     | Campobasso       | Giulianova       | 221   | Dino Zandegù Olaszország          | Julio Jiménez Spanyolország |
| 11ª     | Giulianova       | Cesenatico       | 229   | Rudi Altig NSZK                   | Julio Jiménez Spanyolország |
| 12ª     | Cesenatico       | Reggio Emilia    | 206   | Dino Zandegù Olaszország          | Julio Jiménez Spanyolország |
| 13ª     | Parma            | Parma            | 46    | Vittorio Adorni Olaszország       | Vittorio Adorni Olaszország |
| 14ª     | Parma            | Arona            | 267   | Franco Bitossi Olaszország        | Vittorio Adorni Olaszország |
| 15ª     | Arona            | Brescia          | 196   | Julio Jiménez Spanyolország       | Gianni Motta Olaszország    |
| 16ª     | Brescia          | Bezzecca         | 143   | Franco Bitossi Olaszország        | Gianni Motta Olaszország    |
| 17ª     | Riva del Garda   | Levico Terme     | 239   | Gianni Motta Olaszország          | Gianni Motta Olaszország    |
| 18ª     | Levico Terme     | Bolzano          | 137   | Michele Dancelli Olaszország      | Gianni Motta Olaszország    |
| 19ª     | Molzano          | Moena            | 100   | Gianni Motta Olaszország          | Gianni Motta Olaszország    |
| 20ª     | Moena            | Belluno          | 215   | Felice Gimondi Olaszország        | Gianni Motta Olaszország    |
| 21ª     | Belluno          | Vittorio Veneto  | 181   | Pietro Scandelli Olaszország      | Gianni Motta Olaszország    |
| 22ª     | Vittorio Veneto  | Trieszt          | 172   | Mino Bariviera Olaszország        | Gianni Motta Olaszország    |